# Полевой (Магаданская область)
Полевой — село в Ягоднинском районе Магаданской области. Расположен на Колымской автотрассе. Число жителей — 1 (на 2021 год)

## История
Входил в упразднённое муниципальное образование Городское поселение «посёлок Бурхала» (в 2004—2015 гг.), с 2015 г. входит в муниципальное образование «Ягоднинский городской округ».

## География
Посёлок находится около реки Светлая.
Расстояние до административного центра городского округа — 60 км.
Расстояние до г. Магадана — 583 км

## Население
| 2002 | 2010 | 2012 | 2013 | 2014 | 2015 | 2021 |
| ---- | ---- | ---- | ---- | ---- | ---- | ---- |
| 31   | ↘1   | ↗4   | ↗10  | ↘9   | ↘0   | ↗1   |